# Коваленко Іван Юхимович
Коваленко Іван Юхимович(*13 січня 1919, Лецьки — † 18 липня 2001, Боярка) — український поет-шістдесятник, дисидент, політв'язень радянських часів, учитель. До когорти шістдесяників його відносять досить умовно. Поміж іншими шістдесятниками вирізняється тим, що, будучи старшим за більшість з них приблизно на 20 років, вступив у 60-ті роки вже зрілою особистістю з цілком сформованим світоглядом і значним творчим доробком. На відміну від більшості шістдесятників, не йшов на компроміси з владою, принципово не друкувався за часів тоталітаризму, дотримувався класичних форм віршування, хоча й експериментував з поетичними формами верлібру та сонету.

## Життєпис

### Дитинство та юність
Іван Коваленко народився 13 січня 1919 року в с.Лецьки, що на Переяславщині у сільській родині. Батько — Юхим Гнатович Коваленко — був досить освіченим, мав фельдшерську освіту. На селі був за рільника (агронома), вмів з невеликої земельної ділянки одержати багатий урожай і прогодувати чималу сім'ю. Мусив вступити до комуни «Маяк батраків». Але згодом через спроби дбати одночасно за власне господарство був з комуни виключений і піддався репресіям: зруйнували його хату, відібрали садибу і до самої смерті не дозволили мати свій куток. Матір — Божко Марія Григорівна — з чоловіком прожила недовго, все шукала своєї жіночої долі, часто полишаючи Івана самого, тож ріс він фактично сиротою при живих батьках. Мав трьох братів — рідного Володимира та двох по батьку — Петра та Василя. Закінчив 10 класів Переяславської школи № 1. Взимку Іван вчився, а влітку їхав у село і працював у комуні. Ледве вижив під час голодомору 1932-33 рр., коли вимерла половина села. Вчився добре, але за непокірний характер тричі виключався зі школи. Захоплювався астрономією (школа мала власну обсерваторію), влаштував шкільний театр, дуже багато читав, почав складати вірші. Останні два роки навчання жив і харчувався при школі, бо від батьків допомоги не отримував. Не був ні піонером, ні комсомольцем.

### Студентські роки та одруження
До університету з першого разу не вступив через туберкульоз легенів. З метою зміцнити здоров'я два роки працював у Києві на будівництві, опанував майже всі будівничі професії. Загартовувався, багато плавав. Одночасно вчився у 10 класі вечірньої школи, щоб отримати кращий атестат. Подолавши хворобу і отримавши атестат, котрий давав право вступу без екзаменів, у 1938 році вступив до Київського державного університету ім. Т. Г. Шевченка на романо-германський факультет. На курсі виділявся поміж інших як яскрава особистість — складав вірші, добре малював, грав майже на всіх струнних інструментах. У 1939 році одружився з однокурсницею Іриною Павлівною Пустосмєховою, родом з Чернігова, з української інтелігенції. Її мати — Ольга Миколаївна Пустосмєхова — багато років працювала і приятилювала з Михайлом Коцюбинським, була родичкою Миколи Вербицького-Антіоха, що був одним із співавторів слів українського національного гімну «Ще не вмерла Україна»; близько товаришувала з Миколою Вороним. Батько, Пустосмєхов Павло Пилипович, був репресований та розстріляний у 1937 р. Сім'я дружини мала великий вплив на становлення майбутнього поета.
До війни подружжя Коваленків закінчило 3 курси університету.

### Учителювання
Роки Другої Світової війни Іван Коваленко з дружиною провели у Чернігові. Намагалися евакуюватися, але потрапили в Пирятинське оточення. Повернулися в Чернігів, де мало не померли з голоду. Рятувались випадковими заробітками. Іван малював ікони, які можна було виміняти у селах на продукти. Вів підпільну роботу серед полонених французів, що працювали в Чернігові. У 1943 році після звільнення Чернігова був призваний до лав армії, але медкомісія визнала його непридатним через хворобу серця та критичне виснаження. У тому ж році Коваленко був призначений директором єдиної вцілілої чернігівської школи № 4. Згодом працював разом з дружиною простим учителем, викладаючи іноземні мови та астрономію. У 1947 році з дворічним сином Олесем подружжя Коваленків перебралося до м. Боярки, що під Києвом. У Боярці працювали у школі № 1, де Іван Коваленко викладав астрономію, англійську, французьку та німецькі мови. Одночасно кінчали екстерном університет. Дипломи отримали у 1950 році. У 1957 році народилася донька Марія. Вели значну просвітницьку роботу: зібрали велику шкільну бібліотеку, організували самодіяльний театр, ставили п'єси, організовували екскурсії та походи, влаштовували літературні вечори. Користувалися великим авторитетом серед учнів та громадськості, і водночас піддавались цькуванню з боку партійної організації школи та районного комітету КПРС через перебування на окупованій території, але більшою мірою за непримиренність до всіляких неподобств у роботі школи. У 1955 за неповагу до відкритих партійних зборів Коваленка було звільнено з роботи. Впродовж 5 років його не допускали до педагогічної роботи і лише у 1960 році дозволили вчителювати у вечірній школі робітничої молоді, де він і пропрацював до 1972 року.

### Під наглядом КДБ
У 60-ті роки Іван Коваленко все частіше звертається у своїй творчості до громадянської тематики. У 1961 році на літературному вечорі, присвяченому 100-річчю з дня смерті Тараса Шевченка, він читає свій вірш відверто антирадянського змісту «У поета тільки слово». Саме з цього моменту за ним було встановлено неофіційний нагляд КДБ. У 1966 році Іван Коваленко організує в Боярці літературний вечір за участю відомих шістдесятників Євгена Сверстюка, Василя Стуса, Надії Світличної. У домі Івана Юхимовича прямо на книжкових полицях зберігалася практично вся література українського та російського самвидаву 60-х років. Багато матеріалів Коваленко передруковував та широко розповсюджував. У цей час пише чимало поезій патріотичної національної тематики. Великий вплив на долю І.Коваленка мав історик-культуролог Михайло Кутинський, у минулому політв'язнь сталінських таборів, у яких провів загалом 25 років, М. Кутинський заохотив Коваленка до серйознішої поетичної діяльності та особисто надіслав вірш Коваленка «Червона калина» до газети «Нове життя» (м. Пряшів, Словаччина), де той був надрукований. Після цього Іван Коваленко друкує в «Новому житті» низку віршів та статей, зокрема, статті про музей Івана Гончара у Києві та статтю, у якій пророкує відновлення в Києві Михайлівського Золотоверхого собору. У Канаді вірші Коваленка були видані самвидавською збіркою. Ім'я Коваленка стає досить відомим, його вірші широко розходяться в самвидаві. У 1969—1972 рр. стеження за поетом вийшло на вищий рівень: КГБ провадило стосовно І.Коваленка оперативну розробку № 30 «Поліглот». Це свідчить про те, що поета вважали вкрай небезпечним для злочинного режиму, за ним постійно стежили, підсилали сексотів, вивчали оточення, нишпорили в домівці. Посилене стеження продовжувалося до самого арешту в 1972 році. Справу оперативної розробки, на жаль, було знищено у 1994 році.

### Арешт та ув'язнення
У 1972 році Іван Коваленко був заарештований під час репресій, яким було піддано українську творчу інтелігенцію. Сталося це 13 січня 1972 р. на день народження поета. Приводом стали давні доноси директора вечірньої школи, завуча, парторга і одного з учителів про те, що Коваленко прилюдно в учительській назвав окупацію Чехословаччини 1968 року «фашистською акцією». Коваленкові було інкриміновано виготовлення та розповсюдження літератури самвидаву та розповсюдження його власних віршів, як сказано у вироку, «антирадянського, націоналістичного та наклепницького спрямування». Були допитані 140 учнів Івана Юхимовича — жоден проти свого вчителя не засвідчив. Більше того, на випускному вечорі 1973 року його вже фактично звільненій з роботи дружині школярі і батьки влаштували овацію.
На закритому суді адвокат Іван Єжов, чесна людина та добрий професіонал, зумів «збити» термін ув'язнення з 6 років таборів та 3-х заслання (6+3, як тоді казали), що вимагав прокурор, до 5 років таборів суворого режиму (ч.1 ст. 62 КК УРСР). Винним себе Іван Коваленко не визнав та категорично відмовився написати до преси покаянного листа.
Карався Коваленко у таборі суворого режиму ВС-389/35 ст. Всесвятська, пос. Центральний Пермської обл.. Спілкувався з колишніми вояками УПА Мирославом Симчичем, В.Підгородецьким, Є.Верхоляком та іншими, які любили слухати його вірші, з шістдесятниками Іваном Світличним, М.Коцом, Ігорем Калинцем, Тарасом Мельничуком, Євгеном Пронюком, Семеном Глузманом, Володимиром Буковським, Валерієм Марченком та ін. Вчив політв'язнів іноземним мовам, зокрема французькій мові І.Світличного, англійській — В.Буковського тощо. Вчив англійській мові євреїв, які збиралися виїздити з СРСР. Писав вірші, майже всі з яких вилучалися табірною адміністрацією і знищувались. Лише деякі дійшли у листах дружині чи збереглися у феноменальній пам'яті поета. Під кінець терміну етапований до Києва і звільнений у 1977 році інвалідом 2-ї групи.
Через ув'язнення Івана Коваленка постарждала його сім'я. Дружину Ірину Коваленко звільнили з роботи, сина — блискучого перекладача Олеся Коваленка — відлучили від роботи з іноземцями, зламали йому кар'єру, дозволивши працювати лише у бюро перекладів; доньці Марії не дали по закінченні школи золоту медаль.

### Після звільнення
Іван Коваленко переступив поріг рідної хати 13 січня 1977 року, знов-таки на день свого народження. Зовсім хворий, два роки домагався запису в трудовій книжці про звільнення з роботи, щоб призначили пенсію (57 крб.) Підтримував зв'язки з колишніми політв'язнями. Був реабілітований 1991 року. Завдяки турботам сім'ї, здоров'я поета дещо покращилося, він продовжував складати вірші. Після 1991 р. в Незалежній Україні друкувався в періодиці, мали місце сюжети по радіо і телебаченню. У 1995 року учениця і друг сім'ї Коваленків Ольга Рожманова — дружина академіка Геннадія Мацуки — видала своїм коштом книжку віршів «Недокошений луг». У 1996 р. Служба безпеки України повернула долучені до справи матеріали і серед них деякі вірші поета. Завдяки цьому 1999 року до 80-річчя поета у видавництві «Освіта» вийшло повніше зібрання поезій «Джерело». У 2006 р. також на кошти О.Рожманової у видавництві «Логос» було видано практично повну збірку творів Івана Коваленка «Перлини». У 2009 — збірку вибраних поезій «Учитель». У 2012   вийшло видання, розраховане на освітян та учнів — «Порив до небес» (у скроченому виді перевидано — у 2020 р.).
Помер 18 липня 2001 року. Похований у Боярці. Упродовж усього життя принципово не належав ні до яких угрупувань, партій чи спілок — ні радянських, ні сучасних.

## Творчість
Творча доля Івана Коваленка досить трагічна, оскільки багато ранніх творів загинуло під час Другої Світової війни. Переважна частина творчого доробку зрілих літ втрачена через арешт та слідство. Під час арешту були вилучені всі до одного вірші Коваленка. Значний творчий доробок поета на чернетках, писаних олівцем (а таких була переважна більшість), було знищено під час слідства. Вірші, написані впродовж 10 місяців у слідчому ізоляторі, майже всі загинули на етапах. Лише декілька збереглося завдяки адвокатові. Майже все, що писав у таборі, теж було відбирано і знищено. Тим не менш, творчий доробок поета нараховує приблизно 400 поетичних, публіцистичних творів і перекладів. Творчість Івана Коваленка високо оцінили [Архівовано 25 Лютого 2013 у Wayback Machine.] Іван Світличний, Микола Жулинський, Євген Сверстюк, Іван Драч тощо.
Поетичний доробок Івана Коваленка відрізняється широтою тематики, образністю, багатством тропів, оригінальними авторськими неологізмами. Особливої уваги заслуговують ліричні вірші поета — вишукані, мелодійні, сповнені глибокого філософського змісту. Громадянські вірші поета — пристрасні, викривальні, сповнені любові до України та болю за її закатованих синів — ходили у самвидаві за часів тоталітаризму та стали підставою для звинувачень Івана Коваленка у антирадянській діяльності та націоналізмі.
Друкувався за радянських часів у газеті «Нове життя» (Пряшів, Словаччина). За часів незалежності України — в українській періодиці та Канаді.

### Збірки
- «Недокошений луг» (1995)
- «Джерело» (1999)
- «Перлини» (2006)
- «Учитель» (2009)
- «Порив до небес» (2012)
- «Порив до небес», друге видання, скорочене (2020)

### Пісні на вірші
Пісні на вірші Івана Коваленко мають у своїх доробках засл.арт. України Інна Андріяш, нар.арт. України Олександр Василенко, нар.арт. України Віктор Шпортько та соліст ансамблю Збройних сил України Олексій Шпортько, засл. арт. України Павло і Петро Приймаки, засл.артист України, соліст ансамблю Збройних сил України Сергій Юрченко, засл. артистка України Руслана Лоцман, заслужений Народний хор України ім. Г. Верьовки.
Музику до пісень написали Олег Саліванов, Володимир Зубок, Тетяна Володай, Юрій Бабенко, Володимир Вишняк, Радислав Кокодзей, Олександр Прісіченко, Олексій Керекеша, Сергій Юрченко, Олександра Малаш, Інна Андріяш, Софія Андріяш-Місько та інші музиканти.
Список пісень на слова Івана Коваленка (більшість з них входить до двох музичних альбомів: «Я тим щасливий…» та «А пісня все живе»).
1. «Я в житі спав». Музика Олега Саліванова на вірш Івана Коваленка «Я в житі спав, коли цвіло колосся».
2. «Осіння пісня». Музика Олега Саліванова на однойменний вірш Івана Коваленка.
3. «Тебе нема». Музика Вікторії Саліванової на вірші Івана Коваленка «А квіти ті, що ти зібрала» та «Чернігів довго тебе кликав».
4. «Я тут зростав». Музика Вікторії Саліванової на вірш Івана Коваленка «Верба похила над водою…».
5. «Знову сніг». Музика Олега Саліванова на вірші Івана Коваленка «Знову сніг» та «Сніжинки-перлинки пливуть у повітрі…»
6. «Я тим щасливий, що живу». Музика Олега Саліванова на однойменний вірш Івана Коваленка.
7. «Два шляхи». Музика Олега Саліванова на вірш Івана Коваленка «Доньці».
8. «Літній день». Музика Олега Саліванова на однойменний вірш Івана Коваленка.
9. «Люблю тебе». Музика Вікторії Саліванової на вірш Івана Коваленка «Освідчення через 35 років».
10. «Повір». Музика Олега Саліванова на вірш Івана Коваленка «Ти уяви, який тут луг».
11. «Колискова». Музика Олега Саліванова на однойменний вірш Івана Коваленка.
12. «Вечір». Музика Олега Саліванова на однойменний вірш Івана Коваленка.
13. «Зберігайте насіння!». Музика Олега Саліванова на однойменний вірш Івана Коваленка.
14. «Гуцулка Марічка». Музика Олега Саліванова на вірш Івана Коваленка «У гори, у гори…»
15. «Дивосвіт». Музика Олега Саліванова на вірш Івана Коваленка «Шум лісовий…»
16. «Вміють очі говорити». Музика Олега Саліванова на однойменний вірш Івана Коваленка.
17. «Червона калина». Музика Олега Саліванова на однойменний вірш Івана Коваленка.
18. «Ожиємо, брати, ожиєм!». Музика Олега Саліванова на вірші Івана Коваленка з триптиху «Віра, надія, любов».
19. «Моїй Батьківщині». Музика Володимира Зубка на однойменний вірш Івана Коваленка.
20. «Лебедина пісня». Музика Тетяни Володай на однойменний вірш Івана Коваленка.
21. «Річка, вулиця, місток». Музика Тетяни Володай на однойменний вірш Івана Коваленка.
22. «Прийди у сад». Музика Юрія Бабенка на однойменний вірш Івана Коваленка.
23. «Осінь». Музика Олега Саліванова на вірш Івана Коваленка «Хто це бродить по саду?..»
24. «Георгіна». Музика Радислава Кокодзея на вірш Івана Коваленка «В час осінній, сумний доцвітає в саду георгіна…»
25. «Сіра мелодія». Музика Володимира Вишняка на однойменний вірш Івана Коваленка.
26. «Спалах». Музика Володимира Вишняка на вірш Івана Коваленка «Попереду і позаду океани небуття…».
27. «Гопак». Музика Олександра Прісіченка на однойменний вірш Івана Коваленка.
28. «Учитель». Музика Миколи Титаренка на однойменний вірш Івана Коваленка.
29. «Старе піаніно». Музика та виконання Олексія Керекеші на однойменний вірш Івана Коваленка.
30. «Що я візьму з собою з цього світу». Музика Олега Саліванова на однойменний вірш Івана Коваленка.
31. «Тиха зірка». Музика Сергія Юрченка на однойменний вірш Івана Коваленка.
32. «Не шкода, що помру». Музика Олександри Малаш на однойменний вірш Івана Коваленка.
33. «Ти уяви й повір».  Музика Григорія Єрмилка на вірші Івана Коваленка «Вода з покрить…», «Ти спиш, не спиш…», «Ти уяви, який тут луг…»
34. «Гаї калинові». Музика Віталія Свирида на вірш Івана Коваленка «Червона калина».

Прослухати пісні можна на сайті, присвяченому творчості Івана Коваленка [Архівовано 21 Липня 2010 у Wayback Machine.]

## Увічнення пам'яті
Вулиці Івана Коваленка:
- У місті Боярка, де поет проживав понад півсторіччя у 1947—2001 та помер (з 2004);
- У селі Лецьки, де поет народився (з 2016);
- У місті Переяслав, де вчився та закінчив школу (з 2016).

Меморіальні дошки:
- У місті Боярка на будинку, який поет побудував власними руками, де жив та помер — відкрито в 2004, оновлено — в 2013.
- У Переяславі на школі № 1, де Іван Коваленко навчався (відкрито в 2014).
- У місті Боярка на школі № 1, де Іван Коваленко та його дружина вчителювали — меморіальна дошка Івану Коваленку та його дружині (відкрито в 2019)

Іменем Івана Коваленка названо щорічний Всеукраїнський молодіжний мистецький фестиваль в Боярці (з 2012)
Створено документальні фільми про Івана Коваленка та його дружину Ірину: «Дума про вчителів», режисер та сценарист фільму — Богдан Гнатюк (2018) та в серії «Невідомий Чернігів»: «Дім під акаціями. Люди і долі», Ч.1 та "Дім під акаціями. Поет Іван Коваленко, Ч.2 (2021), авторка та ведуча — Світлана Шеремет

## Всеукраїнський молодіжний мистецький фестиваль імені Івана Коваленка
Починаючи з 2012 р., щороку у Боярці проходить Всеукраїнський молодіжний мистецький фестиваль імені Івана Коваленка. У рамках Фестивалю відбуваються такі конкурси:
- Поетичний Інтернет-конкурс текстів до пісень «Віршована мелодія» (на тексти конкурсантів вже створено низку пісень).
- Інтернет-конкурс співаної поезії «Тиха зірка»;
- Конкурс читців «Сила слова» (вірші Івана Коваленка);
- Вокальний конкурс «Осіння пісня»;
- Конкурс гітаристів «Боярський Хрещатик»;
- Конкурс бандуристів «Серце України»